# Glyptotermes
Glyptotermes es un género de termitas  perteneciente a la familia Kalotermitidae que tiene las siguientes especies:

## Especies
| - Glyptotermes adamsoni - Glyptotermes alaotranus - Glyptotermes almorensis - Glyptotermes amplus - Glyptotermes angustithorax - Glyptotermes angustus - Glyptotermes arshadi - Glyptotermes asperatum - Glyptotermes baliochilus - Glyptotermes barretti - Glyptotermes besarensis - Glyptotermes bilobatus - Glyptotermes bimaculifrons - Glyptotermes borneensis - Glyptotermes brachythorax - Glyptotermes brevicaudatus - Glyptotermes brevicornis - Glyptotermes buttelreepeni - Glyptotermes canellae - Glyptotermes caudomunitus - Glyptotermes ceylonicus - Glyptotermes chapmani - Glyptotermes chatterjii - Glyptotermes chinpingensis - Glyptotermes contracticornis - Glyptotermes coorgensis - Glyptotermes curticeps - Glyptotermes daiyunensis - Glyptotermes dentatus - Glyptotermes dilatatus - Glyptotermes eucalypti - Glyptotermes euryceps - Glyptotermes ficus - Glyptotermes finniganensis - Glyptotermes franciae - Glyptotermes fujianensis - Glyptotermes fuscus - Glyptotermes guianensis - Glyptotermes guizhouensis - Glyptotermes hejiangensis - Glyptotermes hesperus - Glyptotermes hospitalis - Glyptotermes ignotus - Glyptotermes insulanus - Glyptotermes iridipennis - Glyptotermes jinyunensis - Glyptotermes kachongensis - Glyptotermes kawandae - Glyptotermes kunakensis - Glyptotermes laticaudomunitus - Glyptotermes latignathus - Glyptotermes latithorax - Glyptotermes liangshanensis - Glyptotermes liberatus - Glyptotermes limulingensis - Glyptotermes longipennis - Glyptotermes longnanensis | - Glyptotermes luteus - Glyptotermes maculifrons - Glyptotermes magnioculus - Glyptotermes magsaysayi - Glyptotermes mandibulicinus - Glyptotermes manioculus - Glyptotermes marlatti - Glyptotermes minutus - Glyptotermes montanus - Glyptotermes nadaensis - Glyptotermes nakajimai - Glyptotermes neoborneensis - Glyptotermes nevermani - Glyptotermes nicobarensis - Glyptotermes niger - Glyptotermes orthognathus - Glyptotermes panaitanensis - Glyptotermes paracaudomunitus - Glyptotermes paratuberculatus - Glyptotermes parvoculatus - Glyptotermes parvulus - Glyptotermes parvus - Glyptotermes pellucidus - Glyptotermes perparvus - Glyptotermes pinangae - Glyptotermes planus - Glyptotermes posticus - Glyptotermes pubescens - Glyptotermes reticulatus - Glyptotermes rotundifrons - Glyptotermes satsumensis - Glyptotermes scotti - Glyptotermes seeversi - Glyptotermes sensarmai - Glyptotermes sepilokensis - Glyptotermes shaanxiensis - Glyptotermes sicki - Glyptotermes simaoensis - Glyptotermes succineus - Glyptotermes suturis - Glyptotermes taruni - Glyptotermes taveuniensis - Glyptotermes teknafensis - Glyptotermes tikaderi - Glyptotermes tripurensis - Glyptotermes truncatus - Glyptotermes tsaii - Glyptotermes tuberculatus - Glyptotermes tuberifer - Glyptotermes ueleensis - Glyptotermes ukhiaensis - Glyptotermes verrucosus - Glyptotermes xantholabrum - Glyptotermes xiamensis - Glyptotermes yingdeensis - Glyptotermes yui - Glyptotermes zhaoi |